# Кевін Н'Дорам
Кевін Н'Дорам (фр. Kévin N'Doram, нар. 22 січня 1996, Сен-Себастьян-сюр-Луар, Франція) — французький футболіст чадського походження, опорний півзахисник клубу «Мец».

## Ігрова кар'єра

### Клубна
Кевін Н'Дорам є вихованцем футбольної академії клубу «Монако». З 2014 року футболіст почав свої виступи у складі другої команди «Монако» в Другому дивізіоні чемпіонату Франції. Влітку 2015 року Н'Дорам підписав з клубом перший професійний контракт.
Починаючи з сезону 2015/16 півзахисника почали залучати до тренувань першої команди. У серпні 2016 року він дебютував в основі у Лізі 1.
У червні 2020 року футболіст підписав чотирирічний контракт з клубом «Мец». У 2022 році за результатами сезони Н'Дорам разом з командою вибув до Ліги 2.

### Збірна
У 2017 році Кевін Н'Дорам провів два матчі у складі молодіжної збірної Франції.

## Титули
Монако
 Чемпіон Франції: 2016/17
 Переможець Кубка Ліги: 2017/18

## Приватне життя
Кевін є сином Яфета Н'Дорама — відомого в минулому гравця збірної Чаду та французького «Нанта».